# Jacob Johannes Stenger
Jacob Johannes Stenger (conocido como Jaap Stenger; Delft, 4 de julio de 1907-La Haya, 16 de mayo de 1992) fue un deportista neerlandés que compitió en remo. Ganó una medalla de plata en el Campeonato Europeo de Remo de 1929, en la prueba de cuatro sin timonel.

## Palmarés internacional
| Campeonato Europeo | Campeonato Europeo  | Campeonato Europeo | Campeonato Europeo |
| Año                | Lugar               | Medalla            | Prueba             |
| ------------------ | ------------------- | ------------------ | ------------------ |
| 1929               | Bydgoszcz (Polonia) | Medalla de plata   | Cuatro sin timonel |